# Yarkon

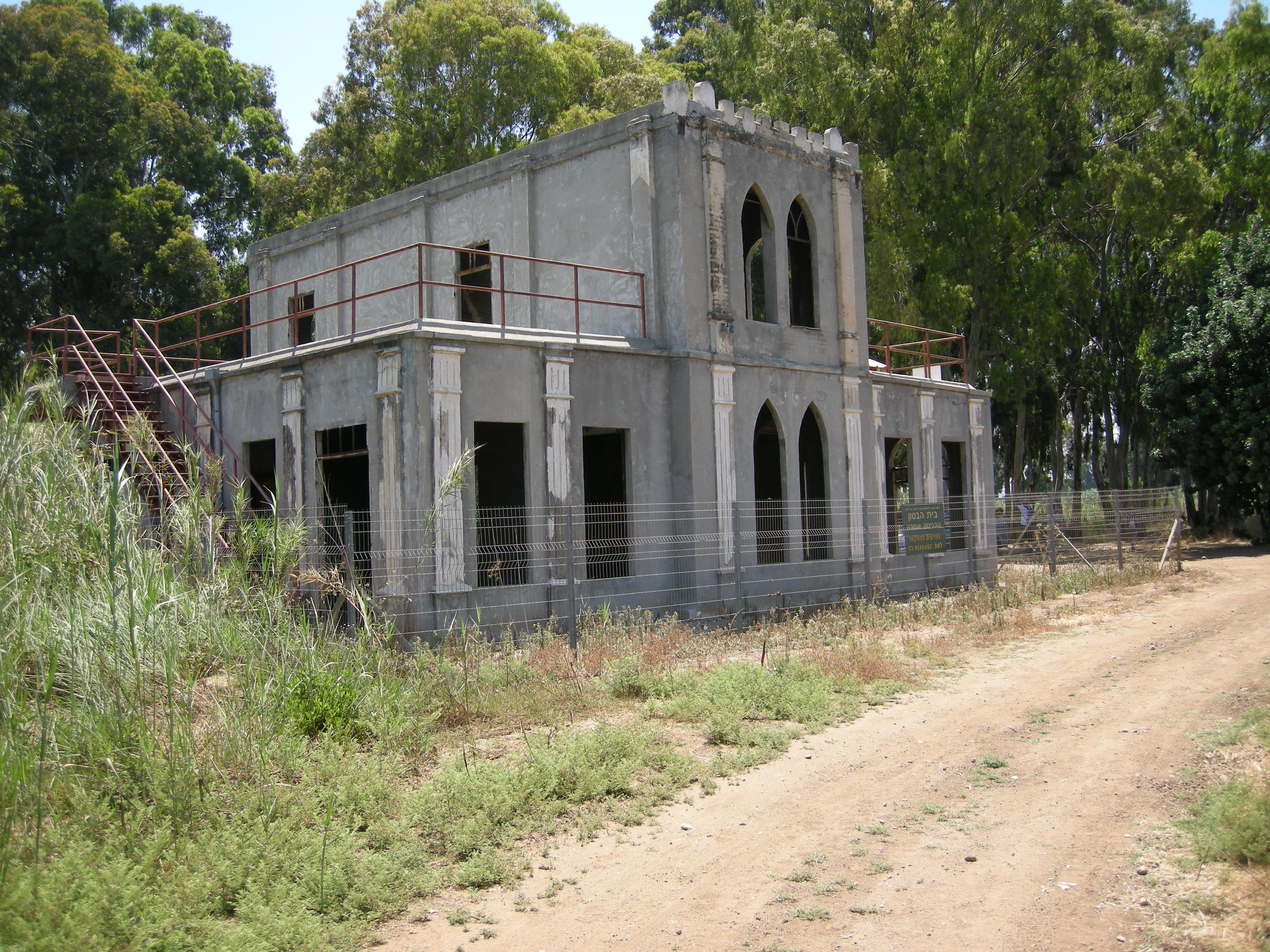
Pumpenhaus Beit haBeton im Yarkon Nationalpark

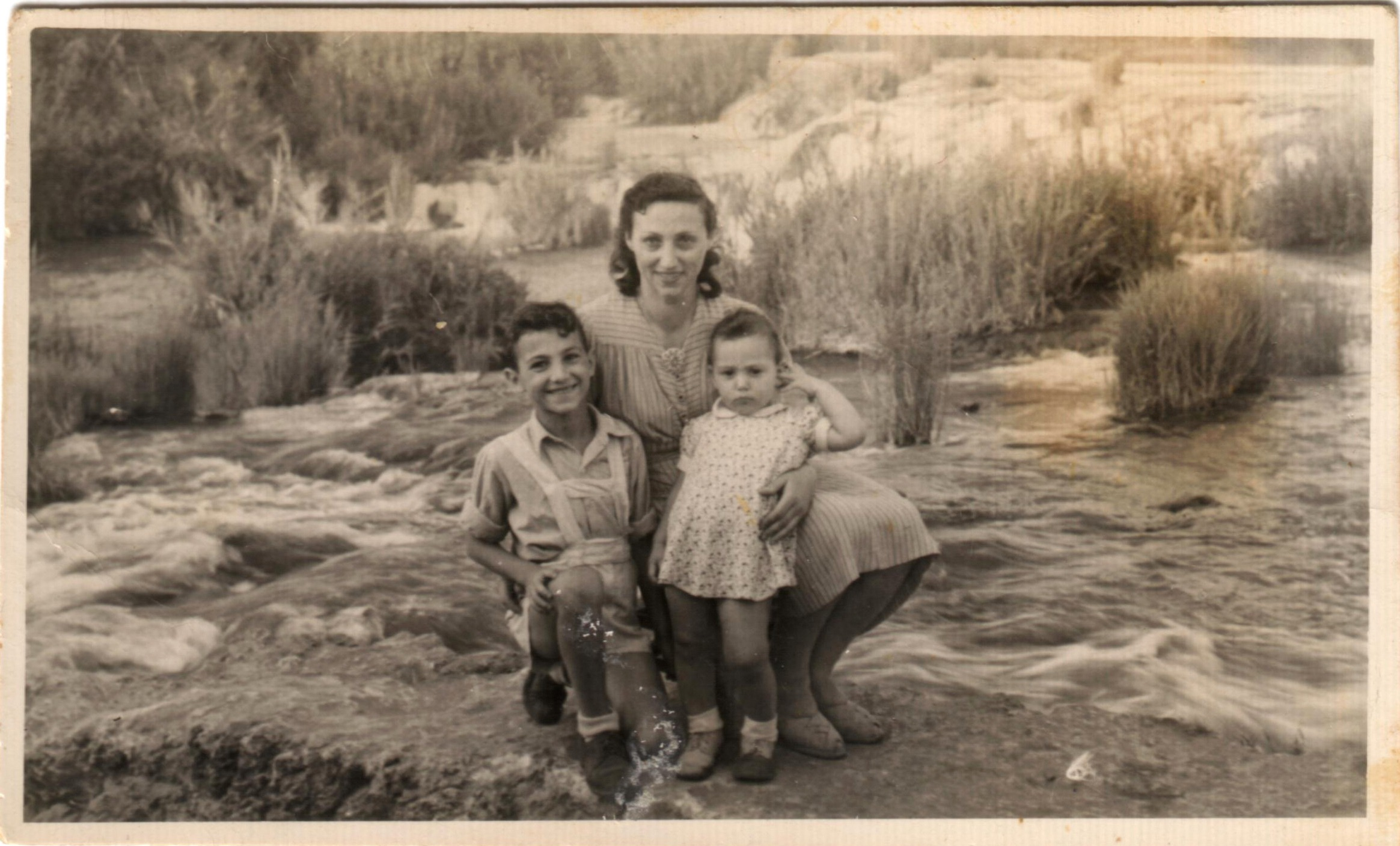
Szene am Fluss in den 1940er Jahren

Der Yarkon (hebräisch נַחַל הַיַּרְקוֹן Nachal ha-Jarqōn, deutsch ‚Fluss des Jarqon‘, auch Jarḳōn, in Luthers Schreibung Me-Jarkon, מֵי יַרְקוֹן Mej Jarqōn, Wässer des Grünlichen/Jarkon; Jos 19,46 ; arabisch العوجا, DMG Al-ʿŪǧā) ist ein 28 km langer, ganzjährig wasserführender Fluss in Israel, der bei Rosch haʿAjin entspringt und bei Tel Aviv ins Mittelmeer mündet. Er ist der wasserreichste aller Mittelmeer-Küstenflüsse Israels. „Yarkon“ bedeutet auf Hebräisch etwa „der Grünliche“. Sein arabischer Name lautet Al-ʿUja, was „der Mäandernde“ bedeutet. Der Israel National Trail begleitet den Fluss auf seiner gesamten Länge quer durch die Scharonebene.

## Oberlauf
Der Yarkon entspringt nahe Rosch haʿAjin im Jarkon-Afek-Nationalpark, wo Wasserleiter aus den höheren Gegenden des Berglands von Benjamin, nördlicher Teil des Judäischen Gebirges zu Tage treten. Der Jarqon-Afek-Nationalpark ist ein beliebtes Naherholungsziel mit mehreren historischen und archäologischen Sehenswürdigkeiten wie der Festung Antipatris. 
Er gehört zu den wenigen Flüssen in Israel, die ganzjährig wasserführend sind. „Ganzjährig wasserführend“ kann auch bedeuten, dass im Spätsommer nur noch ein Rinnsal übrig bleibt, was auf den Yarkon aber nicht zutrifft. Der Oberlauf des Flusses hat eine Länge von etwa 7 km und zeichnet sich durch eine hohe Wasserqualität aus.

## Mittellauf
Der Fluss durchquert die Stadtgebiete von Petach Tiqwa, Tel Aviv, Hod haScharon, Ramat haScharon und Beni Braq. Der Flusslauf mäandert stark wegen der gemäßigten Höhendifferenz. Viele Mäander haben die Form des griechischen Buchstabens Omega.

## Unterlauf
Im 4 km langen Unterlauf wird das Wasser des Yarkon zunehmend brackig, da Salzwasser aus dem Mittelmeer eindringt. Der Flussverlauf mäandert weniger als im Mittellauf, an den Ufern ist der Yarkon-Park der Stadt Tel Aviv angelegt. Nördlich des Stadtzentrums, zwischen Tel Aviv und Ramat Aviv, mündet der Yarkon in der Nähe des Kraftwerks Reading ins Levantische Meer, das östliche Drittel des Mittelmeers.

## Zuflüsse

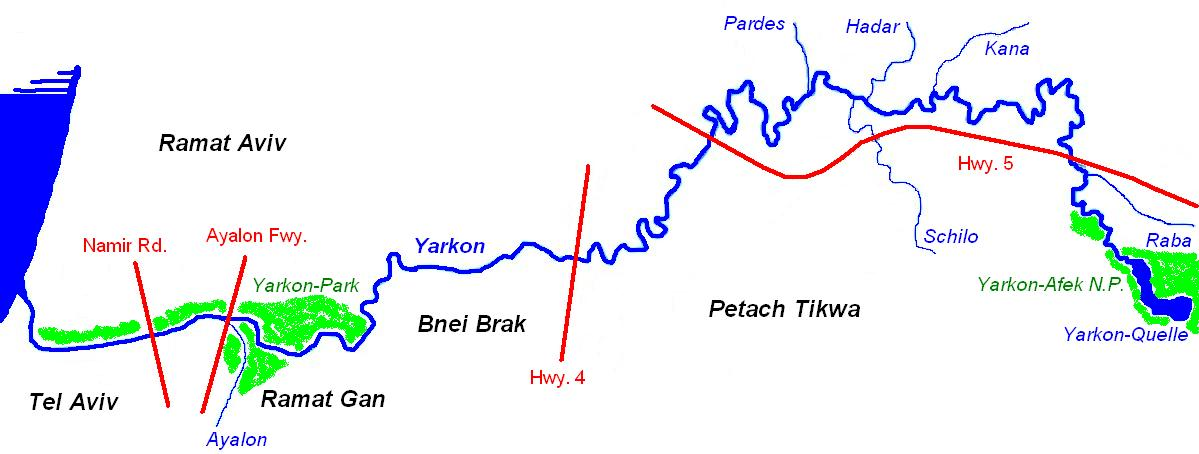

Die Zuflüsse des Yarkon sind, von der Quelle zur Mündung:
- Rabba (נַחַל רַבָּה Nachal Rabbah) von rechts, viertwichtigster Zufluss
- Qana (נַחַל קָנָה Nachal Qanah, arabisch وادي قانا Wādī Qānā) von rechts, zweitwichtigster Zufluss
- Hadar (נַחַל הָדָר Nachal Hadar, deutsch ‚Bach des Zitrus‘) von rechts
- Schilo (נַחַל שִׁילֹה Nachal Schīloh) von links, drittwichtigster Zufluss
- Hadarim (נַחַל הֲדָרִים Nachal Hadarīm, deutsch ‚Bach der Prachten‘) von rechts
- Pardes (נַחַל פַּרְדֵּס Nachal Pardes, deutsch ‚Bach des Zitrushains‘) von rechts
- Ajjalon (נַחַל אַיָּלוֹן Nachal Ajjalōn, arabisch وادي المصرارة Wādī al-Muṣrārah) von links, wasserreichster Zufluss
- Achijja (נַחַל אֲחִיָּה Nachal Achijjah, deutsch ‚Bach des Röhrichts‘) von rechts (mündet im Unterlauf verrohrt westlich der Derech Namir )

Die Zuflüsse sind allesamt Wadis, also nicht ganzjährig wasserführend.

## Wirtschaftliche Bedeutung
Der Yarkon ist einer der wenigen Flüsse in Israel, die als Wasserstraße genutzt wurden, da er ganzjährig Wasser führt. Mit seiner stark schüttenden Quelle war der Yarkon seit Jahrhunderten ein wichtiger Wasserlieferant für die Landwirtschaft. 
Im Osmanischen Reich hatten Plantagenbesitzer, die direkte Yarkon-Anrainer waren, das Recht, eigene Pumpstationen zu bauen und Wasser für ihre Plantagen direkt aus dem Yarkon zu entnehmen. Drei Kilometer von der Quelle stromabwärts errichtete Gedaljahu Wilbuschewitz 1912 das Pumpwerk Beit haBeton (בֵּית הַבֵּטוֹן Bejt haBeṭōn, deutsch ‚Betonhaus‘, englisch Concrete House, erster Stahlbetonbau im Mutesarriflik Jerusalem) für die Firma Palestinah (פָּלֶשְׂתִּינָה; konzessionierte Wasserversorgerin Petach Tiqwahs), das bis in die 1970er Jahre als solches diente.
Am Nordhang der Festung Antipatris errichtete das Public Works Department für die Stadt Jerusalem 1936 ein Wasserwerk an den nahen Quellen des Jarqons, um dort Wasser in eine neue Rohrleitung zur Versorgung der Stadt einzuspeisen. Am 7. Januar 1936 legte Hochkommissar Arthur Grenfell Wauchope dazu den Grundstein. Im Krieg um Israels Unabhängigkeit war die Pumpstation umkämpft zwischen israelischen und den invasorischen irakischen Streitkräften, die die Wasserversorgung der Heiligen Stadt von Mai bis Juli 1948 unterbrachen. Im Jahre 1955 wurde die Rohrleitung zur Wasserversorgung Jerusalems an die Landeswasserleitung angeschlossen.
Wenige hundert Meter nach der Quelle wird der Fluss für ein in den 1950er Jahren errichtetes Wasserfassungswerk aufgestaut und ein Teil des Wassers für die Trinkwasserversorgung entnommen. Obgleich aus Naturschutzgründen ein Mindestabfluss in das Flussbett sichergestellt ist, wurde die zuvor bestehende durchschnittliche Durchflussmenge des Flusses (ca. 200 Kubikmeter/Stunde) durch den Eingriff massiv reduziert.

## Flora und Fauna
Ein großer Teil des Wassers im Fluss bestand bis vor kurzem aus Abwasser, was zu einer massiven Umweltverschmutzung führte.
In den letzten Jahren wurde der Fluss allmählich rehabilitiert. Heute ist die Wasserqualität bereits verbessert worden, und die lokale Flora und Fauna eroberte den Fluss zurück.

## Raschut Nachal haJarqon
Im Jahre 1988 wurden die sieben anliegenden Gebietskörperschaften (Bnei Braq, Drom HaScharon, Hod haScharon, Petach Tiqwa, Ramat Gan, Ramat haScharon und Tel Aviv) und 18 weitere Körperschaften (Wasserversorger, Naturschutzämter, Jarqon-Hochwasserschutz-Verband von 1957 etc.) durch Verordnung auf Basis des Gesetzes über Fluss- und Quellenverbände zur Raschut Nachal haJarqon (רָשׁוּת נַחַל הַיַּרְקוֹן Raschūt Nachal haJarqōn, deutsch ‚Behörde des Flusses Jarqon‘) verbunden. Sie ist eine Körperschaft des öffentlichen Rechts, deren 26-köpfiges Leitungsgremium von den Mitgliedern und dem israelischen Ministerium für Umweltschutz besetzt wird, wobei letzteres allein neun Mitglieder auswählt. Den Vorsitz führt qua Amt der Oberbürgermeister von Tel Aviv. Die Raschut Nachal haJarqon dient als Wasserwirtschaftsverband und Organisation zu Natur- und Wasserschutz. Ihre Aufgabe ist, Verschmutzung zu verhindern, den Fluss naturnah zu sanieren, die Wasserqualität zu kontrollieren und zu wahren, Mitarbeiter entsprechend auszubilden und auszurüsten und den Flusslauf für die Naherholung nutzbar zu machen, ohne ihn zu überfordern. Sitz der Behörde ist Tel Aviv.